# Dwerggaspeldoorn
Dwerggaspeldoorn (Ulex minor) is een soort uit het geslacht Ulex.

## Determinatie
Dwergaspeldoorn is een retamoïde (dwerg)struik. Doorgaans bereikt ze een hoogte van 30 cm, hoewel ze soms, in schaduwrijke, onbegraasde omstandigheden tot maximaal 1 m hoog kan worden.

## Ecologie
De soort komt voor in oligotrofe, zure milieus. Meestal op zand, gruis, of tussen rotsen.

### Syntaxonomie
Dwerggaspeldoorn staat te boek als kensoort voor de klasse van droge heiden (Calluno-Ulicetea).